# Вохмянин, Сергей Владимирович
Сергей Владимирович Вохмянин (род. 4 октября 1982) — казахстанский стрелок.

## Карьера
На чемпионате мира 2002 года был третьим при стрельбе с 25 метров. Кроме того завоевал золото и серебро в командных видах соревнований.
Бронзовый призёр Азиады-2006 в командном соревновании с пистолетом с дистанции 25 метров. Бронзовый призёр чемпионата Азии 2013 года.

## Семья
Отец Сергея — известный казахстанский стрелок Владимир Вохмянин. А брат — тоже стрелок Александр Вохмянин